# Thrudgelmir
Thrudgelmir (altnordisch Þrúðgelmir, ‚Kraft-Brüller‘) ist ein Riese (Jötun) in der nordischen Mythologie, der zu den Vorzeitriesen gehört.

## Rezeption
In der Forschung folgt man nur zum Teil dieser Gleichsetzung der Prosa-Edda. Es wird auch vertreten, dass der Dichter des Vafþrúðnismál bewusst eine Dreier-Generationen-Folge an Vorzeit-Riesen schaffen wollte und dazu den Riesen Thrudgelmir erfand, da dessen Name nur in diesem Lied erwähnt wird und innerhalb der Dreier-Generationen-Folge derjenige Name ist, der am leichtesten gedeutet werden kann.